# Quận Arkansas, Arkansas
Quận Arkansas là một quận thuộc tiểu bang Arkansas, Hoa Kỳ.
Quận này được đặt tên theo. Theo điều tra dân số của Cục điều tra dân số Hoa Kỳ năm 2000, quận có dân số 20.749 người. Quận lỵ đóng ở De Witt và Stuttgart.

## Địa lý
Theo Cục điều tra dân số Hoa Kỳ, quận có diện tích 1.034 dặm vuông Anh (2.678,0 km2), trong đó có 45 dặm vuông Anh (116,5 km2) là diện tích mặt nước.

### Các xa lộ chính
- US Route 79
- US Route 165
- State Route 1
- State Route 11
- State Route 17
- State Route 33

### Quận giáp ranh
- Quận Prairie (bắc)
- Quận Monroe (đông bắc)
- Quận Phillips (đông)
- Quận Desha (nam)
- Quận Lincoln (tây nam)
- Quận Jefferson (tây)
- Quận Lonoke (tây bắc)